# Березнівський краєзнавчий музей
Березнівський краєзнавчий музей — музей в місті Березне Рівненської області. В музеї працюють відділи народознавства та історії. На сьогоднішній день в фондах Березнівського краєзнавчого музею нараховується понад 5 тисяч експонатів основного фонду і близько 5 тисяч експонатів допоміжного фонду, які є складовою частиною Національного фонду України.

## Статистика музею
Одиниць зберігання — 9083.
Площі музею: загальна — 336 м², експозиційна — 240 м², виставкова — 48 м², прилеглої території — 1250 м².
Середня кількість відвідувачів у рік — 3000.
Партнери: Рівненський обласний краєзнавчий музей, обласний центр народної творчості.
Найцінніша колекція: стародруки XVII століття.

## Історія
У 1979 році Міністерство культури України підписало наказ про створення Березнівського державного краєзнавчого музею як філіалу обласного краєзнавчого музею. Протягом двох років створювалась експозиція музею, збирались експонати.
9 травня 1981 року відбулось відкриття музею. Першим директором закладу працював нинішній голова Березнівської районної ради Юрій Костянтинович Мірчук.
Будинок в якому знаходиться музей є пам'яткою історії і архітектури початку XX століття. Він був побудований в 1902—1903 роках на кошти польського поміщика Михайла-Марека Малинського.

## Експозиції
В музеї працюють відділи народознавства та історії.

### Відділ народознавства
Експозиція відділу народознавства розповідає про ремесла, промисли, основні заняття, побут, одяг, головні убори, взуття жителів Березнівського Полісся в минулому (більшість експонатів датовано кінцем XIX — початку XX століття). Музей має гарну нумізматичну колекцію, колекцію нагород (серед них 3 ордени Леніна), археологічну колекцію. Є етнографічні експонати (серпанкові намітки та сорочки).
Один із залів музею відведено під виставки сучасного декоративно-прикладного мистецтва. Працюють щорічно виставки майстрів та народних умільців, організовуються художні виставки (місцевих художників, а також з інших регіонів України), виставляються роботи вихованців дитячої художньої студії, проводяться персональні виставки майстрів та народних умільців різних жанрів сучасного декоративно-прикладного мистецтва: гончарства (чорно димна кераміка), лозоплетіння, ткацтва, інкрустація дротиком та соломкою, різьба по дереву, чеканка, флористика (робота із тополиним пухом).

### Відділ історії
Відділ історії краєзнавчого музею розповідає про історію Березнівського краю в минулому. Відвідувачам музею пропонується оглядова екскурсія «Березнівщина в давнину» та тематичні екскурсії:
- «Березнівщина в далекому минулому» (первісно-общинний лад, середньовіччя).
- «Наш край в роки 1 Світової війни»
- «Наш край за часів Речі Посполитої (1921–1939)».
- «Березнівщина в роки 2 Світової війни».
- «Діяльність ОУН-УПА на території Березнівського району»
- «Наші земляки в Афганістані».

Про найдавніший період в історії Березнівщини розповідають пам'ятки археології періоду бронзи (кам'яні та крем'яні сокири, молотки, ножі, наконечники) та періоду давньоруської держави (вироби давньоруських гончарів). В експозиції музею представлені фрагменти збруї, металевий меч, речі козаків (датовані 15-16 століттям), які були знайдені на території району.
В XVI столітті Березне (до 1700 року називалось Андріїв) отримало магдебурзьке право. Збереглись фотографії міських воріт XVI століття.
За Ризьким мирним договором 1921 року Березнівщина у складі західної частини Волині відійшла до Речі Посполитої. Березнівський район був прикордонним районом, за яким проходив кордон із Радянською Україною. Цей період в історії Березнівщини характеризують цінні документи, фотографії, побутові речі, стародруки що належали зруйнованій Різдво-Богородичній церкві, та ікони римо-католицікого костелу.
Показано діяльність на Березнівщині «Просвіти» — громадської організації, яка за часів польської окупації пропагувала українську мову, займалась популяризацією українських звичаїв та обрядів.
Окремий розділ музейної експозиції присвячений подіям 2 Світової війни. В роки 2 Світової війни на Березнівщині діяли радянські партизанські загони І. Шитова, М. Медвєдєва; загони «Поліської Січі» та Української Повстанської Армії. В селі Бистричі Березнівського району народився організатор та командир «Поліської Січі» Тарас Бульба-Боровець. Про тяжкі роки німецької окупації, діяльність повстанських загонів УПА та радянських партизанських загонів розповідають документи, нагороди, фотографії, особисті речі, фрагменти зброї. Одна з експозицій — виставка військових та трудових нагород жителів Березнівського району.
В експозиціях музею також висвітлюється життя та діяльність відомих людей, що народились на Березнівщині. Це перший космонавт Польщі Мирослав Гермашевський, письменник Андрій Кондратюк, командувач «Поліської Січі» Тарас Бульба-Боровець.

## Просвітницька та дослідна робота музею
Музеєм проводиться науково-дослідна, збиральницька, фондова, експозиційна, просвітницька робота. Працівники музею працюють в архівах, наукових бібліотеках, проводиться опитування старожилів району, співпраця із громадськими організаціями («Просвіта», «Конгрес української інтелігенції»), участь в наукових конференціях. Результати досліджень та музейні новини висвітлюються на сторінках газети «Надслучанський вісник», (рубрика «Із криниці літ»), місцевому радіомовленні. Працівники музею є співавторами книг:
- «Березнівщина — поліський край»
- «Легенди та перекази Березнівщини»

Музей співпрацює із каналом телебачення «Рівне-1» по висвітленню визначних історичних місць Березнівщини в телепередачі «Провінційні історії».
Працівники музею беруть участь у виховних заходах, тематичних вечорах навчально-виховних закладів міста, у шкільних методоб'єднаннях вчителів історії, народознавства. Проводяться екскурсії для школярів. Періодично музеєм проводяться благодійні акції, кошти від яких передаються дітям-сиротам, та дітям, позбавленим батьківського піклування.